# Boëssé-le-Sec
Boëssé-le-Sec és un municipi francès situat al departament del Sarthe i a la regió de País del Loira. L'any 2007 tenia 647 habitants.

## Demografia

### Població
El 2007 la població de fet de Boëssé-le-Sec era de 647 persones. Hi havia 244 famílies de les quals 57 eren unipersonals (37 homes vivint sols i 20 dones vivint soles), 65 parelles sense fills, 98 parelles amb fills i 24 famílies monoparentals amb fills.
La població ha evolucionat segons el següent gràfic:
Habitants censats

### Habitatges
El 2007 hi havia 303 habitatges, 248 eren l'habitatge principal de la família, 32 eren segones residències i 23 estaven desocupats. 262 eren cases i 41 eren apartaments. Dels 248 habitatges principals, 168 estaven ocupats pels seus propietaris, 75 estaven llogats i ocupats pels llogaters i 5 estaven cedits a títol gratuït; 3 tenien una cambra, 16 en tenien dues, 60 en tenien tres, 66 en tenien quatre i 103 en tenien cinc o més. 174 habitatges disposaven pel capbaix d'una plaça de pàrquing. A 106 habitatges hi havia un automòbil i a 114 n'hi havia dos o més.

### Piràmide de població
La piràmide de població per edats i sexe el 2009 era:
| Homes | Edats   | Dones |
| ----- | ------- | ----- |
| 0     | 95 o +  | 0     |
| 0     | 90 a 94 | 4     |
| 0     | 85 a 89 | 0     |
| 4     | 80 a 84 | 4     |
| 8     | 75 a 79 | 8     |
| 4     | 70 a 74 | 4     |
| 16    | 65 a 69 | 16    |
| 16    | 60 a 64 | 20    |
| 8     | 55 a 59 | 16    |
| 20    | 50 a 54 | 12    |
| 16    | 45 a 49 | 24    |
| 8     | 40 a 44 | 20    |
| 36    | 35 a 39 | 20    |
| 28    | 30 a 34 | 28    |
| 8     | 25 a 29 | 0     |
| 24    | 20 a 24 | 20    |
| 44    | 15 a 19 | 8     |
| 32    | 10 a 14 | 36    |
| 28    | 5 a 9   | 40    |
| 12    | 0 a 4   | 28    |

## Economia
El 2007 la població en edat de treballar era de 408 persones, 309 eren actives i 99 eren inactives. De les 309 persones actives 268 estaven ocupades (158 homes i 110 dones) i 41 estaven aturades (16 homes i 25 dones). De les 99 persones inactives 29 estaven jubilades, 35 estaven estudiant i 35 estaven classificades com a «altres inactius».

### Ingressos
El 2009 a Boëssé-le-Sec hi havia 251 unitats fiscals que integraven 615 persones, la mediana anual d'ingressos fiscals per persona era de 15.750 €.

### Activitats econòmiques
Dels 11 establiments que hi havia el 2007, 1 era d'una empresa extractiva, 1 d'una empresa de fabricació d'altres productes industrials, 2 d'empreses de construcció, 2 d'empreses de comerç i reparació d'automòbils, 1 d'una empresa de transport, 1 d'una empresa d'hostatgeria i restauració, 1 d'una empresa d'informació i comunicació, 1 d'una entitat de l'administració pública i 1 d'una empresa classificada com a «altres activitats de serveis».
Dels 3 establiments de servei als particulars que hi havia el 2009, 1 era un paleta, 1 lampisteria i 1 restaurant.
L'únic establiment comercial que hi havia el 2009 era una botiga de roba.
L'any 2000 a Boëssé-le-Sec hi havia 14 explotacions agrícoles que ocupaven un total de 256 hectàrees.

## Equipaments sanitaris i escolars
El 2009 hi havia una escola elemental.

## Poblacions més properes
El següent diagrama mostra les poblacions més properes.